# Robert Mohr (Polizist)
Robert Mohr (* 5. April 1897 in Bisterschied (Pfalz); † 5. Februar 1977 in Ludwigshafen am Rhein) war ein deutscher Polizist. Er leitete die Sonderkommission, die für die Suche nach der Widerstandsgruppe Weiße Rose verantwortlich war.

## Leben
Robert Mohr wurde 1897 in die Familie eines pfälzischen Maurermeisters hineingeboren. Er hatte fünf Brüder und drei Schwestern. Nach der Schule absolvierte er eine Lehre zum Schneider, übte diesen Beruf jedoch nie aus. Am Ersten Weltkrieg nahm Mohr als Soldat teil und wurde mit dem Eisernen Kreuz II. Klasse ausgezeichnet. Im Mai 1919 schied er aus dem Deutschen Heer aus und trat im Oktober des gleichen Jahres in die bayerische Gendarmerie ein. Zum 1. Mai 1933 trat Robert Mohr der NSDAP bei (Mitgliedsnummer 3.271.936). Außerdem gehörte er dem NSKK, dem Reichsluftschutzbund, dem Reichskolonialbund und der NSV an. In den 1930er Jahren arbeitete er als Polizeileiter in Frankenthal (Pfalz). Ab 1938 war er bei der Gestapo in München.
Nach der Gründung des Reichssicherheitshauptamtes 1939 wechselte er nach Berlin und wurde spätestens 1941 im Amt I, Bereich Personal, eingesetzt. Mohr verhörte vom 18. bis 20. Februar 1943 Sophie Scholl und brachte sie laut Vernehmungsprotokoll dazu, die Verteilung der Flugblätter der Weißen Rose zu gestehen. In einem Schreiben von 1951 an Robert Scholl, den Vater von Sophie, behauptet er, er habe versucht, das Leben Sophies zu retten. Sie sollte dazu aussagen, dass ihr Bruder Hans Scholl sie beeinflusst und sie politisch eine andere Meinung habe. Sophie Scholl lehnte das aber ab und wollte die gleiche Strafe wie ihr Bruder erhalten. Vielmehr wollte Sophie Scholl in den Verhören die Verantwortung auf sich und ihren Bruder ziehen, um andere Mitglieder, vor allem Christoph Probst, der Vater von drei Kindern war, vor einer Bestrafung zu schützen.
Nach Abschluss der Ermittlungen gegen die Widerstandsgruppe übernahm Mohr die Leitung der Gestapo-Stelle im besetzten elsässischen Mülhausen. Etwa 1947 wurde er deswegen von der französischen Besatzungsmacht interniert, ab 1948 arbeitete er in der Kurverwaltung von Bad Dürkheim. Obwohl er beim Zusammenbruch des NS-Regimes nur im Rang eines Kriminalkommissars tätig gewesen war, erhielt Robert Mohr nach dem Krieg die Pensionszahlung eines Kriminaloberkommissars. Man ging davon aus, dass er ohne den Zusammenbruch des Dritten Reiches bei geradlinigem Karriereverlauf noch mindestens einmal befördert worden wäre. Seine Tätigkeit bei der Gestapo war bis zu seinem Tode 1977 nie Gegenstand eines Gerichtsverfahrens.

## Medien

### Film
- Fünf letzte Tage, Regie: Percy Adlon; die Figur Robert Mohr wird hier „Mahr“ genannt und von Hans Hirschmüller dargestellt.
- Sophie Scholl – Die letzten Tage, Regie: Marc Rothemund; hier wird die Person von Robert Mohr durch den Schauspieler Alexander Held verkörpert.
- Sophie Scholl – Die Seele des Widerstands. Szenische Dokumentation in der Reihe Frauen, die Geschichte machten, Regie: Christian Twente; hier wird die Person Robert Mohr durch den Schauspieler Udo Schenk verkörpert.

### Belege
1. ↑  Bundesarchiv R 9361-IX KARTEI/29040989
2. ↑  Bericht von 1951 in: Online Edition Mythos Elser
3. ↑  https://m.youtube.com/watch?v=4FcAnBbcnAE&t=3013s
4. ↑  Nach Aussage seines Sohnes Willi Mohr im Dokumentarfilm "Sophie Scholl - Allen Gewalten zum Trotz ... " von Ulrich Chaussy aus dem Jahr 2005, (https://www.youtube.com/watch?v=m5h6OyPjhyE), Minute 54, abgerufen am 1. Juli 2018.

| Personendaten    | Personendaten             |
| ---------------- | ------------------------- |
| NAME             | Mohr, Robert              |
| KURZBESCHREIBUNG | deutscher Gestapo-Beamter |
| GEBURTSDATUM     | 5. April 1897             |
| GEBURTSORT       | Bisterschied              |
| STERBEDATUM      | 5. Februar 1977           |
| STERBEORT        | Ludwigshafen am Rhein     |